# Asmaa Mahfouz
Asmaa Mahfouz, född 1 februari 1985 i Kairo i Egypten, är en egyptisk aktivist och en av grundare av ungdomsrörelsen Sjätte april-rörelsen.

## Biografi
Mahfouz har en BA-examen Ekonomi vid universitetet i Kairo och arbetar för närvarande (2016) vid ett dataföretag. Efter studierna samlade hon flera andra unga egyptier för att starta ungdomsrörelsen Sjätte april-rörelsen
Mahfouz har krediterats för att ha utlöst protesterna som inledde upproret i januari 2011 i Kairo. I en videoblogg skickad till Facebook den 18 januari, uppmanade hon egyptierna att kräva sina mänskliga rättigheter och att uttrycka sitt ogillande av regimen Mubarak. Videon laddades upp till YouTube och inom några dagar, i en intervju med al-Mihwar TV, sade hon en vecka före den 25 januari, att hon i ett videoklipp på Facebook meddelade att hon skulle gå till Tahrirtorget för att protestera. Mahfouz och fyra andra unga egyptierna som anslöt till henne, blev dock snabbt omringade och flyttade bort från torget av den interna säkerhetstjänsten.
Efter detta publicerade hon en annan video där hon meddelade sin avsikt att gå till torget igen den 25 januari, en nationell helgdag i Egypten till heder för poliser som omkommit i en konfrontation med brittiska styrkor. I den här videon, uppmanade hon egyptierna att ta gå ut på gatorna och protestera och blev därmed en av ledarna av den egyptiska revolutionen. 
Senare under 2011, greps Mahfouz anklagad för att ha förtalat egyptiska militära ledare när hon kallat dem ett "råd av hundar". Hon fördes till en militärdomstol, vilket fick aktivister, liksom presidentkandidater som Mohamed ElBaradei och Ayman Nour att protestera mot att hon åtalades i en militärdomstol. Hon frisläpptes då mot en borgen om 20 000 egyptiska pund (då motsvarande cirka USD  3 350), och efter att högsta rådet för de väpnade styrkorna återtagit anklagelserna mot henne och en annan aktivist, Loay Nagaty.

## Stöd för Occupy Wall Street
Den 23 oktober 2011 höll Mahfouz ett seminarium på Liberty Plaza, i ett arrangemang till stöd för Occupy Wall Street-rörelsen. På frågan varför hon kom till OWS-protesterna svarade hon: "Många av personer bosatta i USA var i solidaritet med oss. Därför måste vi verka över hela världen, eftersom en annan värld är möjlig för oss alla."

## Utmärkelser
År 2011 var hon en av fem mottagare av "Sacharovpriset för tankefrihet", som hon tilldelas för bidrag till "historiska förändringar i arabvärlden." De andra gemensamma mottagare var Ahmed al-Sanusiya, Razan Zaitouneh, Ali Farzat och Mohamed Bouazizi i arabiska våren.
Arabian Business placerade Mahfouz som nr 381 på sin lista över världens 500 mest inflytelserika araber.